# Некряч Тетяна Євгенівна
Некряч Тетяна Євгенівна (нар. 19 січня 1948, Київ) — українська перекладачка, перекладознавець і літературознавець, університетська викладачка, кандидат філологічних наук.

## Біографія
1972 року закінчила факультет романо-германської філології Київського державного університету імені Тараса Шевченка за спеціальністю романо-германські мови та література. З того ж року працювала на факультеті іноземної філології та в Інституті філології Київського університету, де викладала до 2016 року. У період з 1998 по 2001 рік очолювала кафедру перекладу в Київському інституті перекладачів та в Українському інституті лінгвістики та менеджменту.
У 1987 році захистила кандидатську дисертацію на тему «Політичний роман США: проблеми становлення і сучасний стан». У 1991 році стажувалася в Австрійському літературному товаристві у Відні, у 1993 — в Університеті міста Едінбурґ, у 1995 році в рамках Програми наукових обмінів Фулбрайта проводила наукове дослідження з літературної стилістики в університеті Ратгерс (США), а в 1996—1997 роках — в Інституті перекладачів у Страсбурзі.
З 2016 року — професор кафедри англійської філології, перекладу і філософії мови Київського лінгвістичного університету.
Переклала з англійської мови українською чотирнадцять романів класичної та сучасної британської й американської літератури, зокрема «Зоряний хлопчик» Оскара Вайлда (2011), «Спадок» А. Шевченко (2013), «Вбити пересмішника» та «Іди, вартового постав» Гарпер Лі (обидва — 2016), «Гідність і гонор» Джейн Остін (2017), «На Схід від Едему» Джона Стейнбека, «Буфонада, або Більше не самотні» Курта Воннеґута (обидва — 2018), «Пристрасть» Джанет Вінтерсон (2021). Співавторка українського перекладу книги «Книга імен» Джил Ґреґорі та Карен Тінторі (2007)[джерело?].
Перекладала художні твори з української та російської мов англійською, серед яких «Solo of the Sunny Soul. A collection of poetry» Людмили Скирди (2008), «Веселый „Рассвет“ или юмор по-киевски» Сергія Сурніна (2012), «To the Singing of Birds» Олега Кришталя. Перекладала з української на російську книгу «Дипломатические сюжеты. Непридуманные истории карьерного дипломата» Володимира Хандогія (2020)[джерело?].
Авторка наукових праць із проблем літератури США, стилістики та художнього перекладу, а також монографій і навчальних посібників, серед яких «Через терни до зірок: Труднощі перекладу художніх творів» (2008), «Інтертекстуальна іронія і переклад» (2010), «Вікторіанська доба в українському художньому перекладі» (2013), «Айсберг в океані перекладу: відтворення ідіостилю Ернеста Гемінґвея в перекладах українською і російською мовами» (2014), «Make Your Way to Public Speaking. A textbook on Rhetoric for Translation Students (and anyone learning to be persuasive)» (2016, у співавторстві). Під її керівництво захищено десять кандидатських дисертацій з перекладознавства[джерело?].
Переклала 14 п'єс, зокрема творів Бернарда Шоу та Теннессі Вільямса, що ставилися на сценах театрів Києва.

## Вибрана бібліографія

### Статті
Опубліковано понад 150 наукових статей з проблем літературознавства, стилістики та художнього перекладу, серед них:
- Flores Rhetoricae: Відтворення риторичних фігур у публіцистичному дискурсі // Вісник КНУ імені Тараса Шевченка. Вип.1 (50). — К.: ВПЦ «Київський університет», 2017. — С. 6 — 10. (З Р.Довганчиною)
- Hemingway's Hard Luck with the Cinema: Visualization Challenges // Science and Education. A New Dimension. Philology. IV (23), Issue 100, 2016. — P.11 — 15 (With R.Dovganchyna)
- Роман-драма і драма в романі: до 70-річчя виходу в світ роману Р. П. Воррена «Вся королівська рать» // Наукові записки. Серія: Філологічні науки. Вип.145. — Кіровоград: МОН України, Кіровоградський державний педагогічний університет імені Володимира Винниченка, 2016. — С. 457—463.
- «Підводні рифи» художнього перекладу: відтворення граматичного роду як складника сюжету // Вісник КНУ імені Тараса Шевченка. Вип.1 (48). — К.: ВПЦ «Київський університет», 2015. — С. 9 — 13
- «Що в імені моєму?»: Промовисті імена в Шекспірових творах як проблема перекладу // Ренесансні студії. Вип. 20 — 21. — Інститут літератури імені Т. Г. Шевченка НАН України, Класичний приватний університет, 2013. — С.269 — 280.

#### Монографії і навчальні посібники
- Make Your Way to Public Speaking. A textbook on Rhetoric for Translation Students (and anyone learning to be persuasive) / T.Nekriach, R.Dovganchyna. — K.: VPC «Kyiv University», 2016. — 351 p.
- Айсберг в океані перекладу: відтворення ідіостилю Ернеста Гемінґвея в перекладах українською і російською мовами. — К.: Кондор, 2014. — 220 с. (З Р.Довганчиною).
- Вікторіанська доба в українському художньому перекладі. — К.: Кондор, 2013. — 187 с. (З Ю. Чалою).
- Інтертекстуальна іронія і переклад. — К.: Видавець Вадим Карпенко, 2010. — 176 с. (З А.Кам'янець)
- Через терни до зірок: Труднощі перекладу художніх творів. — Вінниця: НОВА КНИГА, 2008. — 200 с. (З Ю.Чалою).

### Основні переклади
- Остін, Джейн. Гідність і гонор. Роман / Пер. з англійської Тетяни Некряч. — Л.: Апріорі, 2025. (Jane Austen. Pride and Prejudice)[3].
- Лодж, Девід. Переміна місць. Роман. Пер. з англ. Тетяни Некряч. — Івано-Франківськ: Вавилонська бібліотека, 2024. (David Lodge. Changing Places).
- Воннегут, Курт. Синя Борода. Роман. Пер. з англ. Тетяни Некряч. — Івано-Франківськ: Вавилонська бібліотека, 2024. (Kurt Vonnegut. Bluebeard)[4].
- Воннегут, Курт. Божої вам ласки, містере Роузвотере, або Перли перед свиньми. Роман. Пер. з англ. Тетяни Некряч. — Івано-Франківськ: Вавилонська бібліотека, 2022. (Kurt Vonnegut. God Bless You, Mister Rosewater, or Pearls Before Swine.)
- Вінтерсон, Джанет. Пристрасть. Роман/ Джанет Вінтерсон; пер. з англ. Тетяни Некряч. — Івано-Франківськ: Вавилонська бібліотека, 2021. (Jeannette Winterson. The Passion).
- Хандогий, Владимир. Дипломатические сюжеты. Непридуманные истории карьерного дипломата. / Пер. з укр. Т. Некряч. — К.: Саммит-книга, 2020.
- Воннегут, Курт. Буфонада, або Більше не самотні. Роман. Пер. з англ. Тетяни Некряч. — Видавництво «Вавилонська бібліотека», 2018. — Увійшов в короткий список номінації ПЕРЕКЛАД в конкурсі «КНИГА РОКУ-2018» (Kurt Vonnegut. Slapstick, or Lonesome No More)
- Стейнбек, Джон. На схід від Едему. Роман. / Пер. з англійської Тетяни Некряч. — К.: ТОВ «ВИДАВНИЧА ГРУПА КМ БУКС», 2018.– Висунуто не здобуття Премії імені Максима Рильського. (John Steinbeck. East of Eden).
- Остін, Джейн. Гідність і гонор. Роман / Пер. з англійської Тетяни Некряч. — К.: ТОВ «ВИДАВНИЧА ГРУПА КМ БУКС», 2017. (Jane Austen. Pride and Prejudice).
- Лі, Гарпер. Іди, вартового постав. Роман / Пер. з англійської Тетяни Некряч. -– К.: Видавнича група КМ БУКС, 2016. (Harper Lee. Go Set a Watchman)
- Лі, Гарпер. Вбити пересмішника. -– К.: Видавнича група КМ БУКС, 2016. (Harper Lee. To Kill a Mockingbird)
- Шевченко Анна. Спадок. / Пер. з англійської Тетяни Некряч. Роман / Пер. з англійської Тетяни Некряч. — К.: НОРА-ДРУК, 2013. (A.K. Shevchenko. Bequest)
- Сурнин Сергей. Веселый «Рассвет» или юмор по-киевски. / Параллельный перевод на английский Татьяны Некряч. — К.: «Анна-Т», 2012. (Serguey Surnin. The Jolly Dawn, or Humour à la Kiev)
- Остін Дж. Гідність і гонор: Роман. / Пер. з англійської Тетяни Некряч. — К.: ТОВ "Видавництво «Країна мрій», 2011. (Jane Austen. Pride and Prejudice)
- Вайлд О. Зоряний хлопчик. Пер. з англійської Тетяни Некряч. — К.: ТОВ "Видавництво «Країна мрій», 2011. (Oscar Wilde. Fairy Tales)
- Skyrda Liudmyla. Solo of the Sunny Soul. A collection of poetry. Translated into English by Tetiana Nekriach. — ICD — Tokyo — Kyiv, 2008.
- Ґреґорі Дж., Тінторі К. Книга імен. Пер. з англ. А. Кам'янець, Т.Некряч. — Харків: Книжковий Клуб «Клуб Сімейного дозвілля», 2007. (А.Кам'янець: с.11 — 126, Т.Некряч: с.127 — 347). (J. Gregory, K. Tintory. The Book of Names)

### Переклади для театру
- Містоу, Джон. Мадам Рубінштейн. П'єса в 2-х діях. (Дніпро Театр драми і комедії). 2023 рік (John Misto. Madame Rubinstein)
- Вільямс, Теннессі. Трамвай «Бажання» (Трамвай на ймення Жага). Драма в 11 сценах. — Національний академічний театр імені Івана Франка. — Прем'єра відбулася 29 жовтня 2020 року. (Tennessee Williams. The Streetcar Named Desire)
- Горовіц, Ізраел. Вона жила в Парижі (Моя старенька леді). Драма в 2-х діях. — Київський національний академічний Молодий театр. — Прем'єра відбулася 25 січня 2020 р. (Israel Horowitz. My Old Lady)
- Оксанен, Софі. Очищення. Драма в 2-х діях. — Національний академічний театр імені Івана Франка. — Прем'єра відбулася 6 вересня 2018 року. (Sophie Oksanen. The Purge)
- Джонсон, Террі. Істерія. Трагифарс у двох діях. — Національний академічний театр імені Івана Франка.– Прем'єра відбулася 22 квітня 2003 року. (Terry Johnson. Hysteria)

#### Переклади з польської мови— англійською, українською, російською
- Текст 4-серійного документального фільму «УКРАЇНА — НАРОДЖЕННЯ НАЦІЇ». Автор сценарія і режисер Єжи Гофман (Польща).